# Guild Wars Nightfall
Pour les articles homonymes, voir Nightfall et GWN.
Guild Wars Nightfall (abrégé en GWN, Nightfall ou NF) est le troisième produit de la série Guild Wars, une série de jeux de rôle en ligne compétitifs (CORPG) développée par ArenaNet et éditée par NCsoft. Ce jeu est sorti  27 octobre 2006. C'est un stand-alone à part entière qui peut être joué seul ou en combinaison d'autres produits Guild Wars.
Une bande-annonce de ce chapitre ainsi que des esquisses et dessins conceptuels préliminaires ont tout d'abord été présentés aux journalistes lors de l'E3 2006. ArenaNet a ensuite officiellement annoncé le titre de Nightfall et présenté les deux nouvelles professions de personnages le 18 juillet 2006. Un premier test public le 28 juillet 2006 a permis aux joueurs de tester ces deux nouvelles profession en mode PvP tandis qu’un second test, le 22 septembre 2006, a permis de jouer en mode PvE et de découvrir le didacticiel ainsi qu'une partie du scénario de cette campagne.

## Synopsis
Cette campagne se déroule sur le continent appelé Elona, un vaste sous-continent au sud de la Tyrie, et est censée faire le lien entre les histoires des précédents chapitres. Sur l'île d’Istan, l’une des trois provinces, Kormir, chef des Lanciers du Soleil, organise ses jeunes recrues pour lutter contre les attaques des corsaires qui se font de plus en plus pressantes. Pendant ce temps, une force maléfique, celle qui est derrière la destruction du Tombeau des Rois primitifs et les actions de Shiro Tagachi, est en train de se réveiller quelque part au cœur d’Elona. Les premiers signes avant-coureurs ne tardent pas d’ailleurs à se faire sentir sur Istan : les ouvriers qui participent aux excavations archéologiques de l’antique cité présente sur l'île sont tous frappés d'un mal étrange les uns après les autres, d'étranges symboles et runes se mettent à briller d’une lueur inquiétante. Il ne faut pas longtemps pour que les premiers émissaires de l'Ordre Zaishen ne débarquent pour enquêter sur ces phénomènes et ne se joignent aux Lanciers.

### Varesh Ossa
Avant Nightfall
Il y a des siècles, Turai Ossa a sauvé la nation d'Elona en battant le seigneur mort-vivant Palawa Joko. En récompense, la foule l'a gratifié du titre de Maréchal de Guerre de Kourna et la nation l'a accepté en tant que roi. Depuis cette époque, tous les Maréchaux de Guerre de Kourna sont les descendants directs de Turai. 
Varesh Ossa est son héritier direct. Comme son ancêtre, elle a eu une vision concernant le futur de la nation. 
Varesh Ossa était un brillant commandant, une Kournanne loyale qui instillait fidélité et loyauté à ses troupes. 
Comme son ancêtre Turai, elle a également montré un intérêt pour des soucis plus spirituels. Les Eloniens ont vu en elle, beaucoup de la grandeur de Turai. En employant son habileté politique, sa présence charismatique, et l'influence de son héritage, Varesh s'est rallié l'armée de Kourna, leur inspirant confiance comme l'avait fait son ancêtre avant elle.
Certains Eloniens loyaux ont espéré qu'elle pourrait unifier à nouveau la nation, lui rendant sa gloire passée. D'autres ont ardemment espéré qu'elle ne partage pas sa folie. L'histoire a montré à quel point Varesh a réussi sa quête spirituelle.
Dans Nightfall
Le Maréchal de Guerre Varesh, sous l'instruction de son mentor, le Général Kahyet, essaya d'apporter le Crépuscule sur Elona. 
Cela déclencha une série d'évènements qui menèrent à la guerre avec Istan, à la mort de deux de ses trois généraux, et finalement, à sa mort. Après sa mort dans la Bouche du Tourment, elle fut ressuscitée par Abaddon en tant que Commandant des Margonites. 
Cependant, cette nouvelle vie fut courte car elle a été rapidement tuée par les Lanciers du Soleil et l'Ordre des Soupirs. Mais entre-temps, elle avait déjà réussi à pratiquer son rituel destiné à apporter le Crépuscule sur le monde, et une faille de chaos avait été ouverte au Royaume du Tourment.

### Lanciers du Soleil
L'ordre des Lanciers du Soleil était à l'origine la garde de la première dynastie, établie par la Reine Nadijeh. 
Mais Sogolon le protecteur a retiré les Lanciers du Soleil du service dynastique et les a transformés en ordre indépendant consacré à la protection de tout Elona.
Par conséquent, Sogolon est considéré comme le fondateur des Lanciers du Soleil.

## Environnement
Elona s’inspire principalement de l’Afrique du Nord, du Maghreb à l’Égypte, de l’Afrique sahélienne mais aussi de régions comme le Kenya ou Madagascar. Une partie du continent est adaptée de la péninsule Arabique et du Moyen-Orient et fait référence aux contes des mille et une nuit ou encore aux jardins suspendus de Babylone, une des Sept Merveilles du monde antique. La faune, la flore mais aussi les coutumes et les habits des PNJ qui le peuplent rappellent également ces sources. Une partie des plantes, des monstres et créatures sont repris ou adaptés de Guild Wars Prophecies et montrent la proximité d’entre Elona et la Tyrie.
L’île d’Istan, la partie didacticiel du jeu qui se trouve au Sud-Ouest, ressemble au delta du Nil avec des zones cultivées et marécageuses près desquelles se trouvent les restes monumentaux d’une civilisation antique. La province militaire de Kourna occupe le centre du continent et borde le grand fleuve Elon. Cependant le débit du fleuve diminuant ces dernières années elle est également bien plus sèche. Elle concentre encore cependant de grands domaines agricoles sur les rives du fleuve. La campagne kournane est constellée de bastions destinés à préserver l’ordre et défendre la province contre les envahisseurs.
À Vabbi, au Nord-Est, les princes vivent dans l’opulence de grands palais et passent leur journées à se consacrer aux arts (ou aux plaisirs de la table). Une bonne partie de la culture vabbienne s’articule autour de la culture des plantes nécessaires à la création de jardins suspendus ainsi qu’a leur entretien.
Au Nord-Ouest de la péninsule elonienne, se trouve la Désolation, la partie Sud du Désert de Cristal tyrien. C’est une terre dévastée et surtout corrompue par l’influence d’Abbadon, le dieu déchu. La présence de grandes étendues de soufre rend cet endroit impraticable par les humains se déplaçant à pied et nécessitent donc un moyen de transport approprié. Au cœur du désert, le Vortex est une fissure béante vers le Royaume du Tourment, le domaine dimensionnel de cauchemar dans lequel l’ancien Dieu du savoir et de l’eau est enfermé.

## Système de jeu
Nightfall' revient sur certains changements apportés par Factions tout en conservant certaines des améliorations apportées. Ainsi il n’y a pas de contrôle territorial dans ce chapitre et, bien que les missions disposent toujours de trois niveaux de performance, leur obtention nécessite l’accomplissement d’objectifs secondaires (comme dans le premier opus, Prophecies) plutôt que de finir la mission en une limite de temps. Globalement l’espace y est mieux géré avec la réutilisation de cartes et d’avant-postes pour les missions et la possibilité d’explorer plus aisément le monde sans devoir obligatoirement faire des missions.
L’une des plus grosses innovations de Nightfall concerne l’introduction des Héros, des PNJ qui peuvent être recrutés et qui accompagnent le joueur, y compris dans ses explorations des autres chapitres. Un joueur peut être accompagné de 1 à 7 de ses héros à la fois. Ils gagnent de l’expérience, montent en niveaux et le joueur peut personnaliser leur armement, améliorer leurs armures par des runes ou des insignes et choisir leurs compétences. De plus l’introduction d’une nouvelle interface de contrôle permettant de configurer leur mode (agressif, passif, neutre) et d’utiliser manuellement leurs compétences les rend plus facile à gérer que les mercenaires (ils conservent notamment quelques défauts comme le fait de vouloir à tout prix conserver leur énergie ce qui les empêche d'utiliser des enchantements comme « rénovation »). Chaque héros est propre à un personnage : si un joueur a plusieurs personnages sur son compte, il devra recruter et développer les héros séparément pour chaque personnage qu'il veut utiliser. Certains voient cependant dans l’ajout des héros une solution artificielle pour pallier la difficulté que rencontrent les joueurs pour créer des groupes cohérents et performants tant en mode PvP que PvE.
Depuis la sortie de Nightfall, les mercenaires disposent d’une interface de contrôle plus basique mais qui s’est longtemps fait désirer et qui est disponible dans tous les chapitres.
On peut, contrairement aux autres chapitres de Guild Wars, contrôler des guivres, qui font en quelque sorte office de montures comme dans World of Warcraft. Ces guivres disposent d'un nombre élevé de points de vie, ce qui facilite la progression du joueur et leur usage est obligatoire pour se déplacer dans la Désolation, le désert de soufre au Nord-Ouest d'Elona.

### Zones Elites
Il existe trois zones élites, où la difficulté de jeu est accrue, et donc où les ennemis laissent tomber à leur mort (ou dropent) des armes ayant une valeur et une puissance supérieure à ce que l'on peut trouver dans les autres régions. Ces objets, très rares, sont de couleur verte.
La zone exclusive à Guild Wars Nightfall :
- Le Domaine de l'Angoisse est accessible via la Chapelle des Secret pour les joueurs ayant terminé la campagne de Nightfall. Il s'agit d'une grande zone découpée en plusieurs secteurs chacun offrant un effet pénalisant pour les joueurs. Il est commun d'utiliser dans les discussions du jeu l'acronyme DoA (Domain of Anguish en anglais) pour désigner cette zone.

Les deux autres zones sont communes à tous les titres Guild Wars et sont accessibles via les lieux consacrés aux Dieux de Tyrie quand la Faveur Divine est accordée. Dans Guild Wars Nightfall cet accès se fait à la Chapelle des Secrets :
- La Fissure du Malheur, le domaine du Dieu Balthazar.
- L'Outre Monde, domaine du Dieu Grenth.

Il est très fortement recommandé d'avoir le niveau 20 avant de se rendre dans ces zones en raison de la puissance des ennemis que le joueur aura à affronter pour survivre. De plus, il est nécessaire de payer 1000 pièces d'or (équivalent à un lingot de platine)  par groupe de huit à l'Avatar du Dieu choisit ou d'utiliser un parchemin de passage pour se rendre dans la Fissure ou dans l'Outre Monde.

### Professions
- Les derviches (D) trouvent leur place au cœur du combat en blessant plusieurs ennemis simultanément avec leur faux, sans pour autant réduire leur puissance de frappe qui est comparable à celle d'un guerrier. Ils peuvent également prendre temporairement l'apparence et les attributs des Dieux de Tyrie.
- Les élémentalistes (El) invoquent les éléments afin de déchaîner le feu, la foudre, la terre ou la glace sur leurs ennemis, et pouvant accroître leur réserve d'énergie.
- Les envoûteurs (En) transforment le meilleur des guerriers en une fétiche créature lente et diminuée, et volent l'énergie pour leur compte, ou la transforment en points de vie.
- Les guerriers (G) disposent d'armures lourdes, d'attaques dévastatrices ainsi que de compétences variées. Le guerrier est le tank par excellence, maniant aussi bien la hache, l'épée que le marteau et ne se souciant pas des armures les plus lourdes.
- Les moines (M), profession de soutien par excellence, peuvent aussi bien guérir que protéger ou utiliser des prières de châtiment particulièrement efficaces contre les morts-vivants.
- Les nécromants (N) utilisent la mort et les cadavres pour lever des armées et regagner leur énergie. Ils lancent aussi, au prix de sacrifices, des malédictions dévastatrices.
- Les parangons (P) n'ont pas leur place en première ligne, ils ont un rôle de soutien grâce à leur lance et à leurs compétences verbales (cris et chants).
- Les rôdeurs (R) ne faisant qu'un avec la nature et maniant l'arc à la perfection. Le rôdeur est la seule profession à pouvoir dompter certains animaux pour les transformer en familiers.

Nightfall contient donc les 6 classes de base (El, En, G, M, N, R) mais avec un jeu de compétences différent et plus restreint que celui de Prophecies. Les détenteurs de comptes fusionnés peuvent accéder à la totalité des compétences des deux produits (même chose pour les extensions futures). À l'opposé, c'est dans Nightfall que les derviches et les parangons sont le plus exploitables car ces classes ont été spécifiquement développées pour ce jeu.
En effet la création, le développement et l'apprentissage de nouvelles compétences de ces deux professions n'est possible que sur Elona. Avec un compte fusionné il est toutefois possible de faire voyager un personnage de l'une de ces nouvelles classes vers la Tyrie, Cantha ou un autre continent couvert par une future extension.
Bien que Nightfall ne permette pas de créer des assassins et des ritualistes (deux professions exclusives à Factions), il est toutefois possible de trouver sur Elona des nouvelles compétences, armes et armures pour ces professions.

## Héros
La majeure innovation de Guild Wars Nightfall est le système de Héros. Le joueur n'est plus seul à combattre la folie de Varesh Ossa et l'arrivée du Crépuscule. En effet, au cours de la campagne, les PnJ mercenaires font en partie place aux Héros (chaque joueur pouvant être accompagné au maximum de trois de ses héros à la fois). 
Ce sont des PnJ, au nombre de 15, sur lesquels le joueur à une totale emprise. Il peut modifier leurs compétences, leur équipement (arme, bouclier, améliorations d'armure) mais également les contrôler dans les zones explorables, soit en utilisant un drapeau pour leurs déplacements, soit en cliquant sur leurs barres de compétences pour en lancer une ou, au contraire, en interdire l'usage.
Tout au long du jeu, les héros gagneront de l'expérience en même temps que le joueur (soit en tuant des ennemis, soit quand le joueur valide des quêtes ou des missions coopératives). Au cours du jeu, par trois fois, il est nécessaire de faire un choix entre deux héros, le second de ces choix ayant une influence directe sur la liste des missions à effectuer pendant la campagne. Les missions coopératives non-effectuées par le joueur sont faisables soit après la fin du jeu quand ce dernier a récupéré les héros qu'il n'a pas choisis au cours de la campagne, soit avec d'autre joueurs disposant du héros requis (si le joueur a déjà effectué la mission équivalente pour son héros à lui).
Les héros disposent de toutes les compétences débloquées par tous les personnages d'un même compte. C'est au joueur de répartir leurs points de caractéristiques et de « construire » leur barre de compétence. Il a également la possibilité de  changer l'aspect de leurs armures en effectuant des missions spéciales appelées Défis.

### Liste des Héros
Il est impossible de débloquer la totalité des Héros d'un seul coup. Mais en terminant le jeu Guild Wars Nightfall, le joueur a la possibilité de gagner les héros non-débloqués pendant la partie. Il est possible également de recruter un héros supplémentaire non-présent au cours de la campagne.
- Koss : Koss, un guerrier, est le tout premier héros que vous obtenez (juste avant la première mission coopérative qui sert principalement de didacticiel ainsi que de « mise en place du décor »). Il a 25 ans et est originaire de Kourna. Il est une personne que beaucoup apprécie pour son courage, sa loyauté ainsi que sa franchise. Koss souhaite par-dessus tout assurer la sécurité d'Elona à l'aide des Lanciers du Soleil même si cela doit lui en couter sur le plan personnel. À cause de ses accords douteux avec certaines sources d'information, il n'arrive pas toujours à s'entendre avec ses officiers supérieurs.
- Dunkoro : Dunkoro est un moine de 48 ans. Il est originaire d'Istan mais connait Elona comme sa poche. Les années ont fait de lui quelqu'un de respecté d'un point de vue professionnel. Cependant il est quelqu'un qui mise beaucoup sur la tactique. Malheureusement, trop peu de personnes écoutent ses conseils.
- Melonni : Elle est une derviche de 26 ans. Originaire de Kourma, elle se bat pour ses propres idées et espère un jour rentrer chez elle et être accueillie en tant qu'Héros. Un lien assez ambigüe la lie à Koss.
- Tahlkora : Tahlkora fait partie des plus jeunes héros que vous pouvez prendre sous votre aile. Elle n'a que 18 ans et souhaite déjà faire partie de la nouvelle génération de Héros. Quoi qu'il en soit, ses compétences de moine vous seront d'une grande utilité tout au long de votre aventure.
- Olias: Olias est un nécromant, anciennement au service de la secte du Blanc-Manteau. Ce héros ne fait pas partie de la campagne de Nightfall et nécessite de posséder Guild Wars Prophecies en plus de Nightfall pour être débloqué.
- Zenmai : Zenmai est une femme assassin, ancienne membre de la guilde Am Fah. Ce héros ne fait pas partie de la campagne de Nightfall et nécessite de posséder Guild Wars Factions en plus de Nightfall pour être débloqué.
- Acolyte Sousuke : C'est un élémentaliste Zaichen. Enrôler Sousuke est optionnel et ce choix est mutuellement exclusif avec celui de l'Acolyte Jin.
- Acolyte Jin : rôdeuse Zaichen. Enrôler Jin est optionnel et ce choix est mutuellement exclusif avec celui de l'Acolyte Sousuke.
- Zhed Pattesombre : Centaure élémentaliste.
- Magrid la Sournoise : rôdeuse corsaire. Le joueur doit obligatoirement choisir entre Magrid la Sournoise et le Maître des Soupirs, ce choix étant mutuellement exclusif et influençant sur le déroulement de la campagne.
- Maître des Soupirs : nécromant, maître de l'ordre des soupirs. Le joueur doit obligatoirement choisir entre Magrid la Sournoise et le Maître des Soupirs, ce choix étant mutuellement exclusif et influençant sur le déroulement de la campagne.
- Goren : guerrier de Vabbi. Enrôler Goren est optionnel et ce choix est mutuellement exclusif avec celui de Norgu.
- Norgu : acteur et envoûteur Vabbian. Enrôler Norgu est optionnel et ce choix est mutuellement exclusif avec celui de Goren.
- Général Morgahn : parangon Kournan, ancien général de Varesh Ossa.
- Razah : ritualiste, créé dans les Brumes. Ce héros ne fait pas partie de la campagne de Nightfall et peut être obtenu via une quête après la fin du jeu.

## Restrictions
Les restrictions suivantes sont imposées aux personnages provenant d'autres chapitres :
- Il est possible de faire les trois premières missions coopératives d'Istan ce qui permet la réalisation des titres Protecteur d'Elona, Gardien d'Elona et Grand Maître Cartographe d'Elona. Cependant les personnages étrangers complétant ces missions ne gagneront pas de point de compétence.
- Sur Istan, les PnJs ne donnent pas les missions ou les quête mineures prévues pour les personnages éloniens débutants aux personnages étrangers.

## Configuration
Configuration minimale
- Windows 98/ME/2000/XP/Vista
- Intel Pentium III 1 GHz ou équivalent
- 512 Mo de mémoire vive (RAM)
- Lecteur DVD-Rom
- 3 Go d'espace disque libre
- Carte graphique de la série ATI Radeon 8500 ou NVIDIA GeForce 364 Mo de RAM
- Carte son 16 bits
- Connexion Internet 56k
- DirectX 8

Configuration recommandée
- Windows 2000/XP/Vista
- Pentium IV 2 GHz ou équivalent
- 1 Go de mémoire vive (RAM)
- 4 Go d'espace disque libre
- Lecteur DVD-Rom
- Carte graphique de la série ATI Radeon 9600 ou NVIDIA GeForce FX 5700 ou supérieure
- Carte son 16 bits
- Connexion Internet haut débit
- DirectX 9

Dans le cadre d'une carte graphique à mémoire partagée Turbocache ou Hypermemory, 128 Mo de mémoire dédiée sont recommandés.
Note : l'édition Européenne de Nightfall est livrée sur DVD-Rom et nécessite donc un lecteur de DVD-Rom pour être installée à partir du disque fourni. Les autres éditions nécessitent un lecteur de CD-Rom pour être installées à partir des disques contenus dans la boite. Le jeu peut-être intégralement téléchargé à partir du site officiel.